# 江北街道 (景洪市)
江北街道是中华人民共和国云南省西双版纳傣族自治州景洪市下辖的一个街道办事处。

## 历史
2019年10月17日，西双版纳州人民政府批准允景洪街道析置为允景洪街道、江北街道；12月19日江北街道正式成立。

## 行政区划
江北街道下辖以下村级行政区划单位：
曼各社区、景亮社区、沧江社区、告庄社区、曼斗社区、山水社区、红跃社区、港口社区、南风社区、雨林社区、星光社区、曼外村、曼戈龙村。